# Ndoyonoyuji
Ndoyonoyuji är en ort i Mexiko.   Den ligger i kommunen San Esteban Atatlahuca och delstaten Oaxaca, i den sydöstra delen av landet, 300 km sydost om huvudstaden Mexico City. Ndoyonoyuji ligger 2 687 meter över havet och antalet invånare är 294.
Terrängen runt Ndoyonoyuji är bergig åt sydväst, men åt nordost är den kuperad. Runt Ndoyonoyuji är det ganska tätbefolkat, med 54 invånare per kvadratkilometer. Närmaste större samhälle är Putla Villa de Guerrero, 19,4 km väster om Ndoyonoyuji. I omgivningarna runt Ndoyonoyuji växer huvudsakligen savannskog.